# دراكوت (ماساتشوستس)
دراكوت (بالإنجليزية: Dracut, Massachusetts)‏ هي بلدة أمريكية تقع في الولايات المتحدة في مقاطعة ميدلسيكس (ماساشوستس). يقدر عدد سكانها بـ 29,457 نسمة ومساحتها 55.32 كم2 وترتفع عن سطح البحر ~48 متر.

## أعلام
- ويندل كوري